# Jan Kucharzewski
Jan Kucharzewski, född 27 maj 1876, död 4 juli 1952, var en polsk politiker.
Kucharzewski var jurist och författare, verkade under första världskriget i Lausanne för ett fritt Polen, främst genom tidskriften L'Aigle blanc. I november 1917 gjordes han av tyskarna till Polens förste ministerpresident, men avgick efter freden i Brest-Litovsk i februari 1918. Han verkade därefter som historisk och politisk författare och journalist.